# Save the Clam
Save the clam (titulado Salvemos a la almeja en Hispanoamérica y Salvad la almeja en España) es el décimo noveno episodio e la undécima temporada de la serie de televisión cómica animada Padre de familia. Se estrenó el 5 de mayo de 2013 mediante FOX en los Estados Unidos. Fue escrito por Chris Sheridan y dirigido por Brian Iles.

## Argumento
Durante un partido de softball de The Drunken Clam con la Farmacia Goldman, Jerome es traído como bateador para el equipo de Mort. Horace lanza la pelota a Jerome, él la batea pero accidentalmente golpea a Horace, matándolo. Durante el funeral, Jerome se disculpa pero Peter admite que era sólo una terrible casualidad. Los chicos se dirigen hacia The Drunken Clam pero descubren que el bar ha sido cerrado. Los chicos se ven obligados a beber en casa, esto ocasiona que Lois se moleste. Peter, Quagmire y Joe logran meterse dentro de The Drunken Clam por una noche de copas. Cuando llegan a la mañana siguiente, se encuentran que el edificio está a punto de ser demolido y Peter saca una Mossberg y exige que se detengan ya que reclama la propiedad del bar. Durante el enfrentamiento, Joe se encuentra en una posición incómoda. Lois aparece y exige que él salga. Joe se aleja de los muchachos y se incorpora como policía, luego le asignan que valla ahí adentro y convenza a los chicos de rendirse, Joe se dirige ahí pero al final se une a los chicos. Todos ellos son amenazados con ser detenidos, Jerome aparece y revela que él utilizó sus ingresos deportivos de lacrosse (que es también el nombre de su hermano) para comprar el bar y mantenerlo abierto. Al estar de nuevo en The Drunken Clam,los chicos se dan cuenta de que su mesa ha sido ocupada por otros, ellos prefieren sentarse en el piso.
Durante el funeral, Meg tiene que ir al baño y se tropieza en una sesión de embalsamamiento.Su falta de escrúpulos impresiona al empresario de pompas fúnebres y le ofrece un trabajo. Chris aparece y juega con los cuerpos muertos a disgusto de Meg porque se quedó afuera de la casa y no tiene la llave. Cuando va a vestir el cuerpo del Sr. Dugan, encuentra que está desaparecido y acusa a Chris de robar el cuerpo. Chris admite que lo utilizó para ver una película para adultos, después lo llevó a nadar y ahí se desintegró, Meg dice que tiene que haber un cuerpo en el ataúd,si no es el original tendrá que ser el de Chris. Durante el funeral, Chris se hace pasar por el Sr. Dugan (ya que no fueron capaces de encontrar el cuerpo). Mientras el funeral transcurre, la sra. Helen Dugan le informa a Meg que su exesposo donó su rostro a una mujer que perdió el suyo cuando fue atacada por un chimpancé, por consecuencia le quitan el rostro a Chris. De vuelta en la casa, Chris le dice a Meg que a pesar de que no puede fruncir el ceño, él no está contento.

## Recepción

### Recepción crítica
Kevin McFarland de  The A.V. Club dio al episodio una calificación de "B" diciendo: "Todo esto es una forma de decir que la nostalgia del bar relacionada con la defensa de la tradición en "Salvar La Almeja" logró un eco conmigo, una vez que me bloqueé de los chistes raciales, las bromas gay, y las bromas de las mujeres que nunca aterrizaron. Esa es una forma bastante estándar para apreciar cualquier cosa que Padre de familia hace en estos días, el ajuste de los chistes deliberadamente provocativos como si fueran comentarios de los parientes ancianos en Acción de Gracias, que consigue un pase porque "crecieron en una época diferente". Padre de familia no tiene esa excusa, así que cuando el material no funciona porque se mantenga cotizando en estereotipos perezosos, duele el episodio. Aun así, me reí más esta semana en los bits restantes que hace unos pocos meses".
Carter Dotson de TV Fanatic dio un tres sobre cinco estrellas diciendo:"Este fue el episodio más peatonal de la serie, no es un clásico, pero no es terrible. Si el DVR no lo grabó, no te perdiste mucho. Además, está en línea en este momento y Adult Swim se transmitirá una repetición una semana más tarde de todas formas, pero no te estreses.
John Blabber de Bubbleblabber dio el episodio de ocho sobre diez, alabando el potencial de un arco argumental tras la muerte de Horace diciendo: "Es muy raro que Padre de familia introduce un elemento tan grave como este, que probablemente cambia futuros episodios por esa razón éste deben ser vistos.

### Audiencia
El episodio recibió una calificación de 2.2 en el grupo demográfico 18-49 y fue visto por un total de 4,79 millones de espectadores. Esto lo convirtió en el segundo programa más visto de la noche de la dominación de la animación en FOX, superando a Los Simpson y Bob's Burgers, pero perdiendo frente American Dad!